# František Josef Dusík
František Josef Dusík (Franz Josef Dussek, auch Franz Benedikt Dussek; * 22. März 1765 in Tschaslau; † nach 1816 in Sittich, Bezirk Littai, Krain) war ein Musiker und Komponist aus Böhmen.

## Werdegang
Der jüngere Bruder von Johann Ludwig/Jan Ladislav Dussek, Sohn des Musikers Johann Josef Dussek (1783–1818), war zunächst Schüler seines Vaters und erhielt eine musikalische Ausbildung als Organist in Prag bei Josef Seger. Er wirkte als Korrepetitor und Konzertmeister am Teatro San Benedetto in Venedig und seit 1786 am Teatro alla Scala in Mailand. 1798 wurde er Militärkapellmeister in Venedig, 1790 Organist und Musiklehrer und 1806 Domkapellmeister in Laibach (Ljubljana). Er komponierte mehrere komische Opern, das Oratorium Gerusaleme distrutta, Messen, Sinfonien, Serenaden, Klaviersonaten und Streichquartette.